# 科特迪瓦城市列表

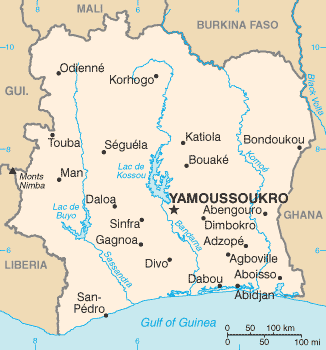

科特迪瓦城市列表如下：
- 阿本古魯
- 阿比讓
- 阿博伊索
- 阿佐佩
- 阿博維爾
- 阿尼亞馬
- 比昂庫馬
- 比昂庫馬
- 邦杜庫
- 布瓦夫萊
- 布瓦凱
- 布納
- 本賈利
- 達巴卡拉
- 達布
- 達洛亞
- 達納內
- 丁博克羅
- 迪沃
- 費爾凱塞杜古
- 加尼奧阿
- 大巴薩姆
- 大拉烏
- 雅克維爾
- 卡蒂奧拉
- 孔格
- 科霍戈
- 庫托
- 曼鎮
- 奧迭內
- 烏梅
- 聖佩德羅
- 薩桑德拉
- 辛夫拉
- 蘇布雷
- 蒂亞巴
- 圖巴
- 雅穆蘇克羅